# Flowerwall
『Flowerwall』（フラワーウォール）は、米津玄師のメジャー3枚目のシングル。2015年1月14日にユニバーサルシグマからリリース。

## 概要
前作『MAD HEAD LOVE/ポッピンアパシー』から約1年3か月ぶりのシングルで、初回限定盤・通常盤の2形態で発売された。表題曲はニコン D5500のCMソングに起用された。『アイネクライネ』（東京メトロ）以来、CMタイアップがつくのは今作で2度目。また、同曲で共同編曲家としてクレジットされた蔦谷好位置が、表題曲の編曲を担当している。
桑田佳祐（サザンオールスターズ）はこの曲を絶賛しており、自身のラジオ番組『桑田佳祐のやさしい夜遊び』内の企画「桑田佳祐が選ぶ2015年邦楽シングルBEST20」で取り上げられており、「歌う日本ハム（当時）・大谷翔平」「J-POP界最強の男」「素晴らしいよ!」と高く評価した。2018年12月に誤った不仲説がネットニュースなどで報じられた際には、桑田と米津の双方がこのラジオでのエピソードや対面した経験があることを引き合いに出し、さらに桑田が同年にリリースされた米津の楽曲「Lemon」を気に入っていることを言及した上で明確に否定する出来事があった。

## チャート成績
2015年1月26日付のオリコン週間シングルランキングにて、初登場3位を記録した。前作が最高11位だったのに対して、シングルとしては今作で初のトップ10、トップ3入りを果たした。

## 収録曲
- 全作詞・作曲：米津玄師

1. Flowerwall [5:01]
2. 懺悔の街 [4:20]
3. ペトリコール [4:20]